# Robert Marsolat
Robert Marsolat (1927) è stato un cestista francese.

## Carriera
Con la Francia ha disputato i Campionati del mondo del 1950, segnando 31 punti in 7 partite.